# La Roche-sur-le-Buis
La Roche-sur-le-Buis település Franciaországban, Drôme megyében. Lakosainak száma 288 fő (2022. január 1.). La Roche-sur-le-Buis Buis-les-Baronnies, Eygaliers, Plaisians, Le Poët-en-Percip, La Rochette-du-Buis és Vercoiran községekkel határos.

## Népesség
A település népességének változása:
| Lakosok száma | 134  | 196  | 211  | 319  | 298  | 295  | 288  | 283  | 285  | 288  |
|               | 1968 | 1982 | 1990 | 2006 | 2013 | 2015 | 2017 | 2019 | 2020 | 2022 |